# 布鲁塞尔车展
布鲁塞尔车展（英語：Brussels International Motorcar-Motorcycle Show），展覽從1月12日到1月22日對公眾開放，在每年1月舉行，至今是第90屆。30多家世界聞名汽車公司參加，展出超過300個品牌的汽車，主要是運動休閒和實用車。

## 外部連結
- 布鲁塞尔车展 （页面存档备份，存于）